# Локути (Могилёвская область)
Локути (бел. Лаку́ці) — деревня в Шкловском районе Могилёвской области Беларуси. В составе Фащевского сельсовета.

## География
Деревня расположена в 25 км в направлении на северо-восток от города Шклов, 25 км от Могилёва, около автомобильной дороги М8 (E 95). 

### Гидрография
Протекает река Рудейка.

## История
До 11 марта 1960 года деревня входила в состав Подгайцевского сельсовета, после войны и до 1954 года — его центр. 
До 2013 года деревня входила в состав Заходского сельсовета.

## Население

### Численность
- 2009 год — 176 жителей

### Динамика
- 1998 год — 94 двора, 208 жителей

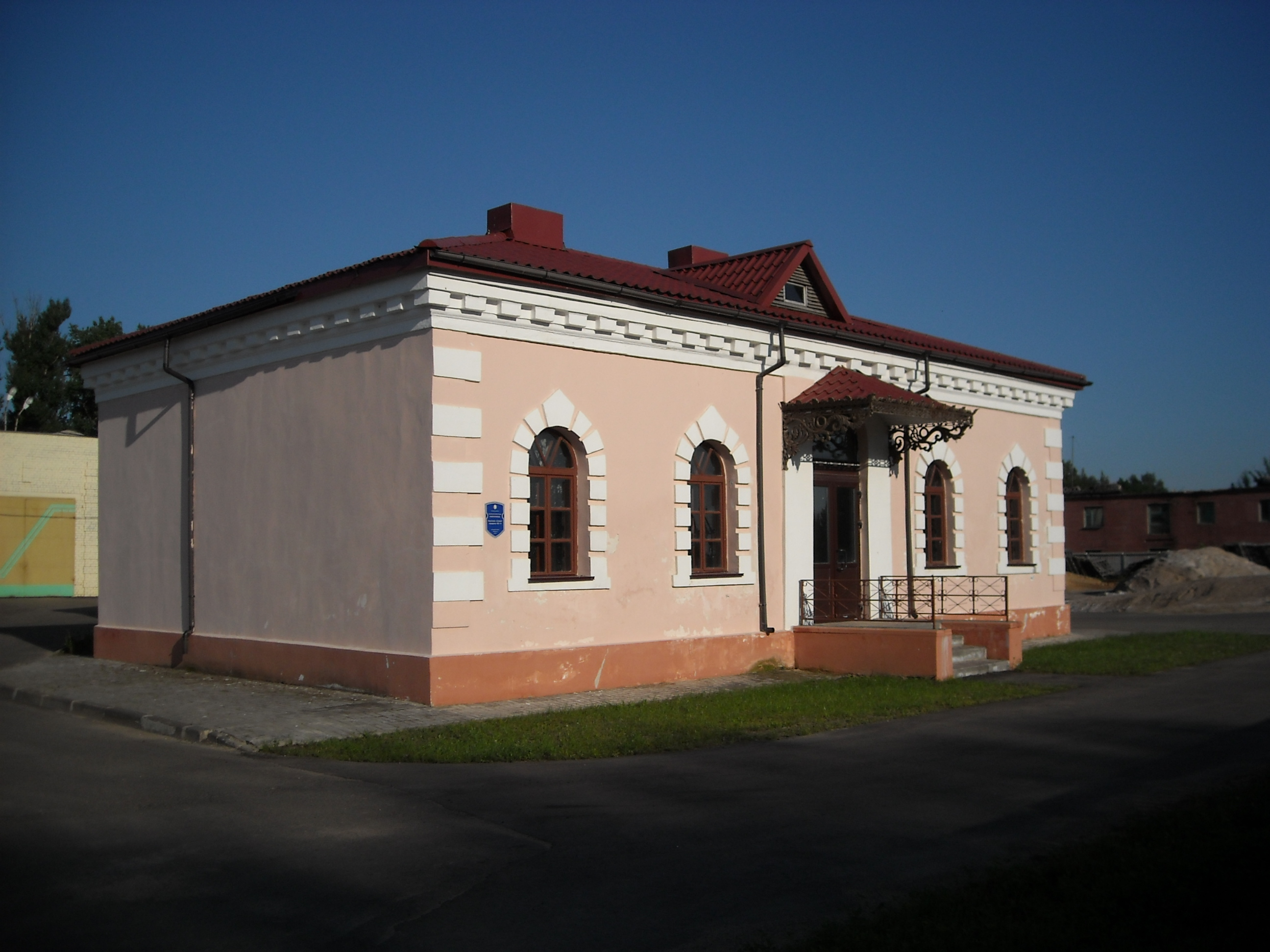
Здание почтовой станции

- 2009 год — 176 жителей (перепись населения)

## Достопримечательность
- Здание почтовой станции (середина XIX в.) —  Историко-культурная ценность Республики Беларусь, шифр 512Г000576. Памятник архитектуры.
- Братская могила советских воинов